# 大松榮人
大松 榮人（おおまつ ひでと、1月26日 - ）は日本のアコースティックバンド音山本店のメンバー。※下記ユニット参照  大松栄人と表記されることもある。長崎県出身。兵庫県在住。A型。

## 概要
兵庫県のライブハウス・ミュージックバー・駅前路上ライブを中心に活動する。音山本店の作詞・作曲を行う。
路上ライブを行う際は「やるよ○○。（実施回数）」の形式でSNSにて場所と時間が告知される。
2018年4月24日 1000回達成、2020年1月現在 1100回超、3月8日以降新型コロナウイルスの影響を鑑みて路上ライブを休止。ツイキャスにて路上配信を開始する（外部リンク参照）。
2014年4月よりFMみっきぃ MusicRoom761の第三週目ラジオパーソナリティを務める。
ネットラジオU&Kラジオ・「名もなきラジオ」ラジオパーソナリティ（外部リンク参照）。
ツイキャス内でふぉいくらぶ♪発足。シングル「11年7ヶ月」収録「夢巡」の掛け声がフォイ!であることから命名。

## 音山本店
主に兵庫県土山駅にて路上ライブを行っていたグループ、サウンドマウンテンメンバーズから、より音楽活動に特化したユニットとして派生したUjamaa（うじゃまー）が音山本店としてさらに派生。
現メンバー
- 大松榮人-おおまつひでと/ひでじん
  - ボーカル、コーラス、ギター、ハーモニカ、ピアニカ、カホン、ジャンベ、タンバリン
- 泉川尚人-いずみかわなおと
  - ボーカル、コーラス、ギター
    - 2019年6月加入　2022年6月卒業[2]
- 豊﨑真由-とよさきまゆ
  - ボーカル、カホン、ベース
    - 2019年12月加入　2022年6月卒業[2]
- 川崎勇希-かわさきゆうき
  - 総監督
    - 監督/制作/企画/カメラマン/応援/激励/名付け親/頑張人
- 出逢う人、唄を聴いてくれた人

旧メンバー
- 上見昇大（2014年9月脱退）
- たまじ（2020年3月脱退）